# Helmuth Koinigg
Helmuth Koinigg (3 novembre 1948 – 6 octobre 1974) est un pilote automobile autrichien.
Il pilote aux 24 Heures du Mans 1974 sur Porsche 911 avec Manfred Schurti il abandonne. Il est mort dans un accident lors du Grand Prix des États-Unis 1974, le second Grand Prix auquel il participait.

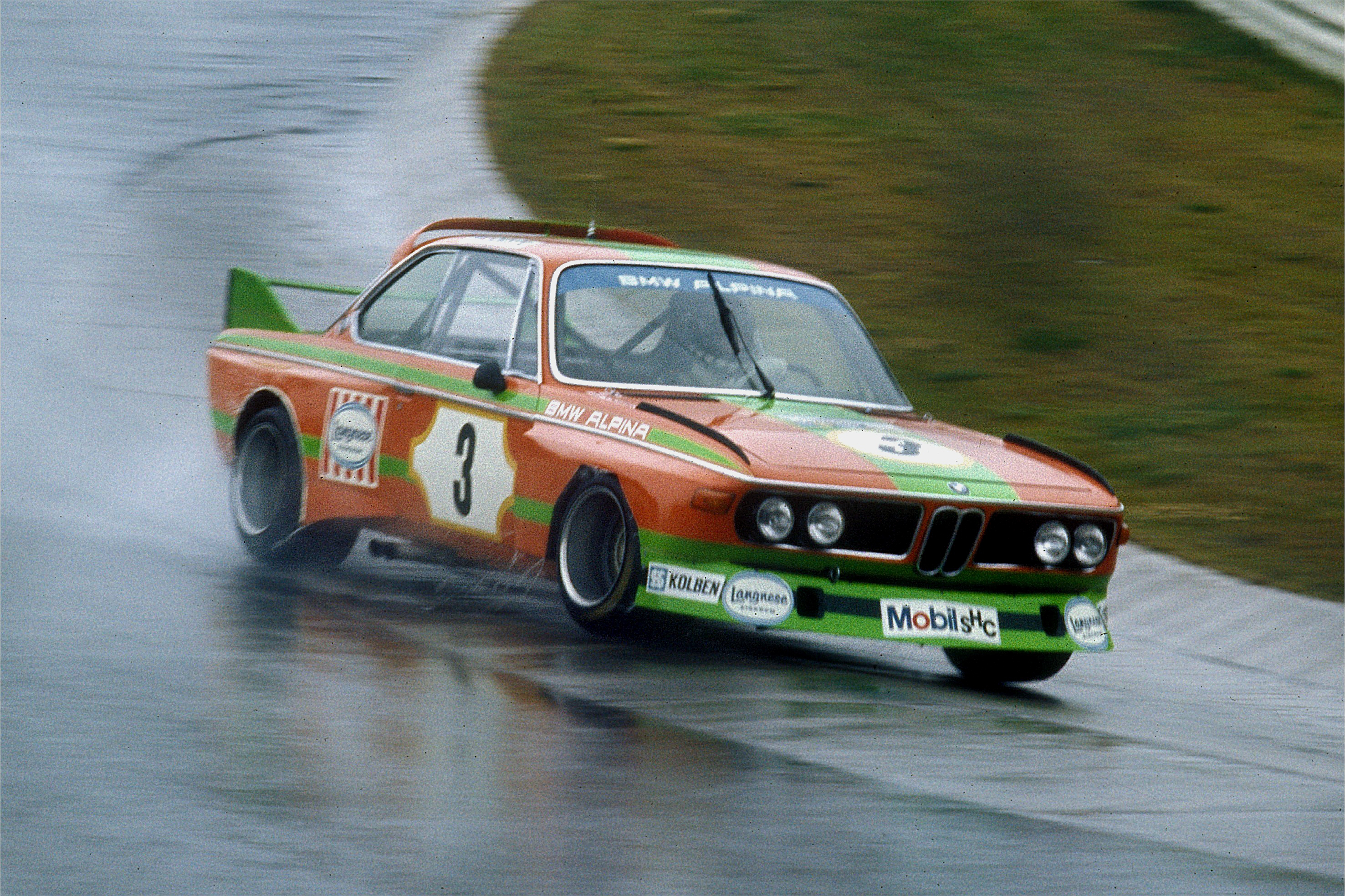
Helmuth Koinigg sur BMW Alpina en 1974 (Tourisme).